# Tiefenau (Bern)
Tiefenau ist ein Quartier der Stadt Bern. Es gehört zu den 2011 bernweit festgelegten 114 gebräuchlichen Quartieren und liegt im Stadtteil II Länggasse-Felsenau, dort im statistischen Bezirk Felsenau. Es ist das nördlichste Quartier von Bern und liegt in der Aareschleife nördlich der «Enge» auf der Engehalbinsel. Es grenzt an Felsenau, Rossfeld und Aaregg.
Im Jahr 2022 lebten im Quartier 148 Einwohner, davon 108 Schweizer und 40 Ausländer.
Der Name wird auf ein gleichnamiges Landgut zurückgeführt. Im Herrenstock war 1894 bis 1930 das Kinderheim Bethanien, von 1824 bis 1828 eine Taubstummenanstalt angesiedelt.  1903 wurde das Forsthaus Tiefenau errichtet.
Der Grossteil des Quartiers ist bewaldet, im Norden der Rychenbachwald und im Süden der Thomebodewald. Das Spital Tiefenau wurde 2023 geschlossen. Das Zehendermätteli ist ein beliebtes Ausflugslokal von Bern, welches sich am besten mit der Fähre Zehendermätteli–Bremgarten erreichen lässt. Dort befindet sich auch Reste  einer eisenzeitlichen und römischen Kleinstadt: ein Keltenwall und das Römische Bad im Rychenbachwald.
Nach Norden besteht eine Verbindung Richtung Worblaufen über die Tiefenaubrücke, (Hauptstrasse 1) und daneben für die Eisenbahn der RBS, wo der S-Bahnhof Bern-Tiefenau in Quartiernähe liegt. Die Buslinie 34 der RBS verbindet das Quartier mit dem Zentrum.